# Yu Hui-jun
Yu Hui-jun (kor. 유 희준; ur. 5 kwietnia 1973) – południowokoreańska judoczka. Olimpijka z Barcelony 1992, gdzie zajęła dwudzieste miejsce w wadze ekstralekkiej.
Odpadła w 1/8 na mistrzostwach świata w 1991. Srebrna medalistka igrzysk Azji Wschodniej w 1997. Mistrzyni Azji w 1997 roku.

## Letnie Igrzyska Olimpijskie 1992
| Konkurencja | Rundy eliminacyjne    | Klas. końcowa |
| Konkurencja | Przeciwnik I          | Miejsce       |
| ----------- | --------------------- | ------------- |
| 48 kg       | Yolanda Soler (ESP) P | 20.           |